# Hervé Krief
Pour les articles homonymes, voir Hervé Krief (musicien) et Krief.
Hervé Krief, né en 1964, est un rabbin français, docteur en communication, ancien rabbin de Perpignan, puis de Lausanne, en Suisse, professeur de théologie et auteur de nombreux ouvrages. 

## Biographie
Hervé Krief fait des études de mathématiques à Paris-Dauphine. 
Il est ordonné rabbin à la Yeshiva University de New York. 
Il est intronisé à Perpignan, de 1990 à 1997 et devient membre de Mensa et enseigne à l'université de cette ville.
Il est alors élu rabbin de Lausanne, nommé privat-docent par la faculté de théologie de l'Université de Lausanne et devient président fondateur du Conseil rabbinique suisse.
Durant sa tenure, la communauté obtient la reconnaissance constitutionnelle, la création d'une chaire de judaïsme, et un nouveau cimetière confessionnel.

## Publication
- Hervé Krief, Les grands courants de la spiritualité juive, Éditions Peter Lang, 2008  (ISBN 303911588X et 9783039115884).